# Ambalare, Piriyapatna
Ambalare là một làng thuộc tehsil Piriyapatna, huyện Mysore, bang Karnataka, Ấn Độ.